# Chloroclystis punctinervis
Calluga punctinervis là một loài bướm đêm trong họ Geometridae.